# Сапира, Эмануэль
Эмануэль Сапира (нидерл. Emmanuel Sapira; 1900 — 1943) — бельгийский шахматист.

## Биография
Родился в Румынии, но потом переехал в Бельгию. Многократный участник чемпионатов Бельгии по шахматам (1923, 1932, 1937, 1938), где лучший результат показал в 1923 году, когда занял второе место. Призёр многих международных шахматных турниров: 1-е место в Антверпене в 1924 году, 2-е место в Брюсселе в 1925 году, 3-е место в Спа в 1926 году, 2-е место в побочном турнире шахматного фестиваля в Гастингсе в 1931/32 году.
В 1928 году в сборной Бельгии принял участие в шахматной олимпиаде в Гааге, где играл на первой доске.